# Mediaxtream
mediaxtream ist eine Netzwerkverbindung über Stromleitung oder Koaxialkabel mit einer Datenübertragungsrate von bis zu 882 Mbit/s. Im Gegensatz zu den ähnlichen Trägerfrequenzsystemen wie Homeplug, Homeplug AV, DS2 oder Panasonic nutzt mediaxtream den Frequenzbereich von 50 bis 300 MHz.
Die Technik wurde von Gigle Semiconductor entwickelt, der erste IC mit dem Namen GGL541 ging Mitte 2009 in die Massenproduktion und wird u. a. in Produkten von Belkin International verbaut.

## Eigenschaften von mediaxtream
- Übertragungsmedium: 50/60 Hz Wechselstromleitungen oder Koaxialkabel
- Link-Datenrate: 882 Mbit/s
- TCP-Datenrate: bis zu etwa 310 Mbit/s[3]
- UDP-Datenrate: bis zu etwa 330 Mbit/s
- Flächendeckung: bis 30 Meter (von Raum zu Raum)
- Übertragungsverfahren: TDMA.
- Koexistenz mit Hausautomation: Ja (X10, LonWorks, CEBus)
- Koexistenz mit anderen Trägerfrequenzübertragungen: Ja (Homeplug, Homeplug AV, DS2, Panasonic)
- Frequenzbereich PHY: 50–300 MHz
- Modulationsverfahren: OFDM, 1024/256/64-QAM, QPSK, BPSK

## Zusammenfassung
Mediaxtream ermöglicht die Verteilung von Ethernet-Paketen über die Stromleitungen oder Koaxialkabel der Antennenanlage eines Haushaltes. Die maximale Bitrate von 882 MBit/s ermöglicht eine Netto-TCP-Datenrate von knapp über 300 MBit/s. Die Übertragung hat kurze Latenzzeiten im Bereich von einer Millisekunde. Durch den hohen Trägerfrequenzbereich ist die Reichweite bei Stromleitungen vergleichsweise kurz. Aus diesem Grund werden derzeit nur Chipsätze hergestellt, die gleichzeitig mediaxtream- und Homeplug-AV-Kommunikation  ermöglichen. Damit ist die Kommunikation mit weiter entfernten Modems und effizientes Meshing mittels xtendnet möglich.